# Wilhelm Wundt
Wilhelm Maximilian Wundt (født 16. august 1832, død 31. august 1920) var en tysk fysiolog og psykolog. Han er bredt anerkendt som en pionér indenfor eksperimentel psykologi, og grundlægger af det første psykologiske laboratorium i Leipzig i 1879. 
Wundt kombinerede filosofisk introspektion med laboratorieapparatur fra hans fysiologiske studier. Denne eksperimentelle introspektion stod i skarp kontrast til, hvad der hidtil blev beskrevet som psykologi: en gren af filosofien, der fokuserede på introspektion alene. 
De metoder Wundt anvendte anvendes stadig i moderne psykofysik, hvor reaktioner på systematisk præsentation af veldefineret, ekstern stimuli måles på en eller anden måde: reaktionstid, reaktioner, sammenligninger af farvegradueringer eller lyd, og så videre.

## Wundts akademiske karriere
Wundt studerede fra 1851 til 1856 ved Universitetet i Tübingen, Universitetet i Heidelberg, og Universitetet i Berlin. Han fik sin akademiske grad i medicin, og begyndte at arbejde som assistent for den anerkendte fysiolog Hermann von Helmholtz i 1858. Det var i denne periode Wundt udbød verdens første kursus i videnskabelig psykologi, hvor han kraftigt betonede betydningen af eksperimentel metode.
I 1873 udgav Wundt første del af værket Grundzüge der physiologischen Psychologie (Den fysiologiske psykologis grundtræk), der fik stor betydning for den eksperimentelle psykologis udvikling, og regnes som et hovedværk indenfor psykologien i almindelighed. Her præsenteredes en psykologi, der søgte at undersøge den umiddelbare oplevelse af bevidsthed, herunder sansning, følelser, vilje, perception og tænkning.
I 1874 blev han professor ved Universitetet i Leipzig, hvor han i 1879 oprettede verdens første psykologiske laboratorium. Han blev i Leipzig til sin død i 1920. Af sine elever kan nævnes bl.a. Moritz Geiger.